# Chajsy
Chajsy (biał. i ros. Хайсы, Chajsy) – wieś na Białorusi, w obwodzie witebskim, w rejonie witebskim, 14 km na północ od Witebska.Wchodzi w skład sielsowietu Mazaława (Mazolewo). Przez wieś biegnie droga R115. Jest to jedno z trzech miejsc masowych egzekucji z okresu ZSRR, znajdujących się w pobliżu Witebska (pozostałe to Palai i uroczysko Ciepły Las koło Łużasnej).

## Historia
W XIX w. wieś wchodziła w skład majątku Łużasna. W 1834 r. wioska była zamieszkana przez 42 dusze rewizyjne chłopów. W 1846 r. należała do ziemianina majora Mikołaja Jenki. W 1847 r. znajdowało się tutaj 10 domów. Na początku XX w. wieś leżała w wołoście Miszkowskim powiecie witebskim guberni witebskiej. Od 20 sierpnia 1924 r. wieś leżała w sielsowiecie barawlańskim rejonie łoświdowskim okręgu witebskim, od 29 października 1924 r. w rejonie kuźniacowskim okręgu witebskim, od 26 marca 1927 r. w rejonie i obwodzie witebskim. W 1926 r. znajdowały się tutaj 24 domy, w 1941 r. – 8 domów. Od lipca 1941 r. do czerwca 1944 r. wieś znajdowała się pod okupacją niemiecką. Na frontach II wojny światowej zginęło 4 mieszkańców. Od 20 grudnia 1960 r. wieś leży w sielsowiecie Mazaława. W 2003 r. znajdowało się tutaj 216 domów.

## Masowe groby
W 2014 roku w lesie między wsiami Chajsy i Drykolle odnaleziono masowe groby. Na dnie jam, które mają około półtora metra głębokości, znaleziono ludzkie kości, w tym czaszki ze śladami wskazującymi na egzekucje (przestrzelone na potylicy). Zidentyfikowano około 40 miejsc masowego pochówku (szczątki 172 osób), doły były rozkopane i większość znajdujących się tam ciał prawdopodobnie zabrano.
Miejscowe władze uznały, że to pochówki z czasów II wojny światowej, ponieważ na miejscu znaleziono fragment niemieckiego munduru. Opozycjoniści i mieszkańcy byli przekonani, że są to ofiary wielkiego terroru, przywożone z Witebska i tutaj rozstrzeliwane w latach 1937–1938. W 2015 roku zdewastowano krzyże ustawione przez działaczy z organizacji „Chajsy”.
W 2016 r. szczątki 172 osób pochowano uroczyście na cmentarzu wojskowym nr 4429 nad jeziorem Łoświda. Pochowanych przedstawiono jako ofiary II wojny światowej.
W kwietniu 2017 r. po raz kolejny odnaleziono ludzkie szczątki, nieopodal miejsca, gdzie odnaleziono jamy w 2014 r. Kilkanaście dołów znajdowało się w lesie, ok. 1,5 km od torów kolejowych. Okoliczni mieszkańcy poinformowali o ich rozkopaniu przez rabusiów. 52 Samodzielny Specjalistyczny Batalion Poszukiwawczy pod nadzorem archeologów batalionu i Zakładu Historii Średniowiecza i Czasów Współczesnych Narodowej Akademii Nauk Białorusi dokonał poszukiwań na terenie mogił. Znalezione przedmioty osobiste (monety, buty, guziki, okulary, grzebienie), charakter ran w czaszkach oraz metody pochówku, według Instytutu Historii NAN Białorusi pośrednio świadczą o tym, że w dołach leżą ofiary wielkiego terroru z lat 1937–1938. Mieszkańcy wsi zeznali, że głównie w roku 1938 NKWD dokonywało egzekucji w lesie. Odnalezione ludzkie szczątki miejscowe władze pochowały w 2018 r. na cmentarzu w agromiasteczku Mazaława, nie umieszczając na mogile informacji, iż spoczywają tam ofiary stalinowskich represji. W miejscu pochówku aktywiści inicjatywy "Chajsy - Witebskie Kuropaty" ustawili krzyż.
Do 2018 r. wydobyto łącznie szczątki 302 osób, w tym 5 żołnierzy.
14 września 2019 r. odsłonięto pomnik upamiętniający ofiary. Ustalono, iż jedną z nich była łotewska nauczycielka Olga Dancyt, zastrzelona wraz z 40 innymi łotyszami w nocy 30 kwietnia 1938 r. W 2019 r. wybudowano nagrobek z ich nazwiskami. 1 listopada 2019 r. w uroczystość Wszystkich Świętych, przy masowych grobach modlił się biskup witebski Aleh Butkiewicz. 
8 września 2024 r. nieznani sprawcy zniszczyli 26 krzyży, 8 tablic i plansze informacyjne znajdujące się na cmentarzu. 